# Jingmen
Jingmen (cinese: 荆门; pinyin: Jīngmén) è una città-prefettura della Cina nella provincia dello Hubei.

## Suddivisioni amministrative
- Distretto di Dongbao
- Distretto di Duodao
- Zhongxiang
- Jingshan
- Contea di Shayang